# Harivarman
Harivarman est un moine et philosophe bouddhiste originaire de l’Inde centrale (IVe siècle). Il est l’auteur du Satyasiddhiśāstra (« Traité de l’établissement de la vérité »), un texte relevant à la fois du hīnayāna et du mahāyāna.
Traduit en chinois au début du Ve siècle par Kumārajīva, ce traité était l’objet d’étude des écoles Chengshi  en Chine et Jōjitsu au Japon.